# هادي خان
هادي خان بن الشيخ محمد خان الكبير البستكي العباسي الهاشمي (توفي في 1217 هـ / 1802 م) كان أحد الحكام المحليين الذين مثلوا الحكومة المركزية في إيران بعد وفاة والده من عام 1197 هـ / 1782 م إلى 1217 هـ / 1802 م، حيث كان والياً على بستك وجهانكيرية والموانئ والجزر العباسية وبندرلنجة لعشرين عاماً.

## نسبه
هادي خان بن محمد خان الكبير بن عبد القادر البستكي بن حسن البستكي بن محمد الصغير بن محمد الكبير بن ناصر الدین بن محمد بن جابر بن إسماعيل بن عبد الغني بن إسماعيل بن عبد الرحيم بن الشیخ عبد السلام خنجي بن عباس بن إسماعيل بن حمزة بن أحمد بن محمد بن هارون بن مهدي بن مرشد بن محمود بن أحمد بن علي بن مبارك بن عبد السلام بن سعید بن عبد الغني بن طلحة بن أحمد بن إسماعيل بن سلیمان بن الأمير جعفر الأكبر بن الخليفة أبي جعفر المنصور بن الإمام محمد بن الإمام علي الساجد بن حبر الأمة عبد الله بن العباس بن عبدالمطلب الهاشمي القرشي.

## نشأته
ولد الأمير هادي خان في بستك، وأكمل تعليمه في العلوم العربية والفارسية والإسلامية في شيراز، وبعد عودته إلى بستك ووفاة والده تم تعيينه في حكومة بستك في الجزر والموانئ العباسية وشيبكوه.
وقد تزامن عهده مع انتفاضة آغا محمد خان القاجاري والحرب بينه وبين الزنديين، وفي أثناء حملة لطف علي خان الزندي على لار والتي أدت إلى استسلام أبناء ناصر خان لاري عام 1201 هـ / 1786 م، قرر هادي خان الذهاب إلى شيراز للقاء لطف علي خان وتلقى منه أوامر بحكم لارستان وبندر لنجة.
وقد حسم الشيخ هادي الخلاف بين شيوخ القواسم والمرازيق بشأن استخدام مراعي جزر فارور وسيري وأبو موسى خلال رحلة إلى موانئ لنجة وقد تزوج من ابنة الشيخ سليمان المرزوقي.
كان الأمير هادي يقضي معظم وقته في الموانئ ويقوم بتحصيل الرسوم الجمركية لبندر عباس من شيوخ مسقط الذين لديهم الإذن بإدارة شؤون الجمارك.
وقد عاصر الأمير هادي تغير الأوضاع والظروف في إيران حيث ولد في عصور الحكم الأفشارية ثم الزندية وختاماً بالقاجارية.

## علاقته مع شيوخ ساحل عمان
كان هادي خان بستكي يتعامل في كثير من الأحيان مع الشؤون الحكومية في موانئ بندر لانج، وبسبب علاقاته الممتازة بشيوخ الإمارات "ساحل عمان"، في أغلب الأحيان شيوخ الإمارات المقصودة هم شيوخ: أبو ظبي والشارقة وعجمان ودبي وأم القيوين وقطر حيث كان يذهبون إلى الموانئ للصيد والاستمتاع ولقاء هادي خان، وكان هادي خان الذي كان يعيش في قصره في كافرغان بين ميناء مغوية والبستانة، وكان هادي خان يتقن اللغة العربية بشكل كامل بحكم أصله العربي والبيئة العربية للساحل الفارسي في الخليج العربي.

## وفاته
توفي هادي خان عام 1217 هـ / 1802 م في كافرغان (20 كم غرب لنجة) ودفن هناك.

## الشيخ عبد النور بن هادي خان
الشيخ عبد النور البستكي هو أحد أبناء هادي خان الذي ولد في بستك عام 1161 هـ / 1748 م، وبعد تعليمه الأولي، في عهد فتح علي شاه القاجاري في شيراز، أُرسل إلى شيراز كتعهد ضريبي بسبب العجز المالي في بستك، خلال هذه الفترة، درس العلوم العربية وقام أيضاً بتعلم التدريب العسكري. وكان موضوع اهتمام لفتح علي شاه، ثم يعود إلى بستك بعد إطلاق سراحه.
ومع اندلاع الحرب الروسية الفارسية عام 1804 م وبأمر من فتح علي شاه، تم إرسال الشيخ عبد النور مع عدد كبير من فرسان جهانكيرية ولارستان إلى طهران للمشاركة في حرب العشر سنوات بين إيران وروسيا.
وقد ذهب الشيخ عبد النور إلى الحرب الروسية ورافق العميد عباس ميرزا، ولي العهد وقائد القوات الإيرانية. وفي هذه الحرب هُزم الجيش الروسي وعاد عباس ميرزا وقواته إلى تبريز منتصرين.
وفي عام 1217 هـ / 1802 م صدر أمر التعبئة العامة مرة أخرى، وانضم العميد الشيخ عبد النور إلى جيش عباس ميرزا وقاتل ببسالة في حروب الشمال حتى قُتل عام 1227 هـ / 1813 م، ودفن مع زملائه هناك.